# Манихейство в Римской империи
Манихейство в Римской империи начало распространяться ещё при жизни основателя этой религии, пророка Мани (216—276). Исследования обнаруженных в XX веке манихейских документов позволили реконструировать события манихейской миссии. Первоначально манихейство распространилось в восточных частях империи, проникнув через Месопотамию и Сирию в Палестину и Египет. Поскольку манихейство возникло на территории главного врага Римской империи, государства Сасанидов, оно воспринималось как подозрительная и нежелательная религия. В 302 году император Диоклетиан издал закон, предписывающий принять по отношению к манихеям самые суровые меры. Несмотря на это, новая религия продолжила распространяться по империи. Новые законы против манихеев принимались на протяжении IV—VI веков, до тех пор, пока при императоре Юстиниане I эта религия не была уничтожена окончательно.
Считается, что манихейство не имело региональных особенностей в доктринальном отношении и специфика в различных частях империи имела тривиальный характер, обсуловленный историческими обстоятельствами. С IV века активную полемику с манихейством вела христианская церковь, рассматривавшая его как одно из еретических учений. Одновременно с этим, манихейский аскетизм являлся привлекательной альтернативой раннехристианскому монашеству и, возможно, повлиял на его становление.

## Состояние источников

Разворот Кёльнского кодекса

Манихейство являлось «религией книги», и меры, предпринимаемые государством и церковью против неё, включали в том числе конфискацию и уничтожение священных текстов. В результате этих мер уже ко времени Августина (ум. 430) подлинные манихейские тексты практически исчезли из Римской империи, и в результате до конца XIX века в распоряжении исследователей были преимущественно полемические произведения их оппонентов. Первыми манихейскими текстами, обнаруженными на территории бывшей Римской империи, стали фрагменты папирусов, найденные в Оксиринхе и изданные Дэвидом Марголиусом (1915) и Уолтером Крамом (1919), а затем переизданные Френсисом Бёркиттом в 1925 году. В отличие от этих фрагментов, не содержащих существенной информации, обнаруженный в 1918 году в Тебессе латинский кодекс содержал указания на наличие напряжённости между манихейскими «слушателями» и «избранными». Важной вехой стало обнаружение в 1929 году текстов в Мединет-Мади, которые позволили сделать предположения о начальном этапе распространения манихейства в Египте. Хотя 4 из 7 кодексов этой коллекции, хранившиеся в Берлине, были утрачены или сильно повреждены в ходе Второй мировой войны, её изучение в настоящее время продолжается. Ещё более важным событием стало обнаружение в Египте в 1969 году Альбертом Хенриксом и Людвигом Кёненом 200-страничного Кёльнского кодекса. Документ содержит информацию о ранних годах жизни Мани и его ближайших учеников. Первые исследователи датировали его IV веком, периодом наивысшей активности манихейской миссии в Римской империи, однако высказываются предположения и о более поздней датировке VI—VII веком, когда манихейство переживало кратковременное возрождение после арабского завоевания Египта. Последнее крупное открытие в этой области было также сделано в Египте, где а 1970-х годах началось комплексное исследование поселений в оазисе Дахла. В результате археологических исследований Колина Хоупа (Colin A. Hope) была обнаружена римская деревня Келлис, покинутая примерно в 400 году и бывшая до этого времени административным центром нома. В одном из домов этой деревни в начале 1990-х годов были обнаружены рукописи, указывающие на наличие здесь в конце IV века процветающей манихейской общины. Совместно с прочими находками они позволили восстановить подробности повседневной жизни манихеев.

## Хронологический обзор

### Первоначальное распространение манихейства
Благодаря неутомимой проповеднической деятельности своего основателя, манихейство чрезвычайно быстро распространилось в государстве Сасанидов и к концу III века стало там вполне оформившейся в организационном отношении религией. Проповедь Мани началась вскоре после получения им второго откровения в возрасте 24 лет в апреле 240 года, хотя согласно арабскому историку ан-Надиму это событие произошло в день коронации Шапура I в воскресенье 1 нисана. Его первоначальное внимание было обращено к шаху Ардаширу Папакану (224—241), затем, согласно манихейским источникам, Мани посетил Индию. После этого он вернулся в Месопотамию и обратил там в свою веру шаха Турана. При наследнике Ардашира, Шапуре I (241—273), Мани было разрешено проповедовать, путешествуя вместе с шахским двором. В это время он, в частности, посетил Адиабену на границе с Римской империей. В 276 году Мани был казнён по приказу Бахрама I, после чего манихейство было запрещено в государстве Сасанидов. Основными направлениями распространения этой религии стало северо-восточное — в Согдиану и Центральную Азию, и западное — в Римскую империю.
Представление о том, что отношение к манихейству в Римской империи определялось тем, что это была «персидская религия», являющаяся одним из орудий экспансии Сасанидов, являлось основным до начала XX века. Такой подход, позволяющий легко объяснить чрезвычайную, даже по сравнению с христианством, нетолерантность римских властей к этой религии, была положен в основу вышедшей в 1909 году работы Г. де Стоопа «Essai sur la diffusion du manichéisme dans l’Empire romain». По предположению шведского религиоведа Г. Виденгрена, Шапур I мог рассматривать манихейство как более подходящую государственную религию, способную привести христианство и зороастризм к «высшему синтезу». Однако после открытия коптских документов в Фаюме и Наг-Хаммади выяснилось, что связь манихейства с христианством гораздо глубже, чем представлялось ранее, что манихейство пришло в Римскую империю от лица человека, называвшего себя «Апостолом Иисуса Христа».

### До конца правления Диоклетиана
Для распространения своего учения в Римской империи Мани отправил из находящегося в Сасанидской империи города Вех-Ардашир миссию в составе своего отца Патика, одного из своих апостолов, выходца из Римской империи епископа Адды и одного переписчика. Датировка миссии Адды представляет трудность, в связи с тем, что имя «Патик» носили двое деятелей раннего манихейства — отец Мани и ученик Мани, к которому добавляют эпитет «Учитель». В. Зундерманн, полагая, что здесь имеется в виду отец пророка, посланный в Индию, датирует миссию Адды 241/241 годами. По мнению других историков (С. Лью, Г. Струмза) это отождествление ошибочно, и следует датировать появление Адды в Сирии 20 годами позднее. Манихейский источник повествует о том, что «они пришли в Римскую империю и имели там много религиозных споров. Много избранных и слушателей было избрано. Патик пробыл там год». После того как год спустя Патик вернулся к своему учителю, проповедь продолжил один Адда, которому пророк прислал в помощь ещё трёх переписчиков и своё Евангелие. Подробности ранней деятельности Адды не известны и достоверно установлена в качестве его опорного пункта только Пальмира. В одном из манихейских текстов сохранился рассказ об успешном исцелении некой женщины по имени Нафса (Nafṡã), чья сестра была женой цезаря (kysr), под которым возможно следует понимать правителя Пальмиры Одената, получившего титул цезаря за победу над вторгнувшимися в страну силами Шапура I, мужа царицы Зенобии. Другие расшифрованные тексты показывают Пальмиру как важный промежуточный пункт манихейских проповедников на пути не только в Римскую Сирию, но и к арабским союзникам империи. В Кёльнском кодексе сохранилось письмо Мани, адресованное братьям из Эдессы римской провинции Осроена.
Сведения о дальнейшем распространении манихейства противоречивы. Греческие источники — анонимные «Деяния Архелая» и вслед за ними Епифаний Кипрский в своём Панарионе — утверждают, что Египет стал местом проповеди других учеников Мани — Гермы, Фомы и Папа. При этом известные манихейские источники не упоминают о Герме и Фоме. Однако пребывание Адды в Римской империи было довольно длительным, поскольку в ней он приобрёл репутацию плодовитого писателя. Патриарх Фотий сообщает, что Диодор Тарсийский полемизировал с трудом Адды под названием «Модий». У Аврелия Августина Адда известен как Адимантий, который написал работу против авторитета Ветхого Завета по образцу «Антитезы» Маркиона. В конечном счете, основав на своём пути множество общин, Адда добрался до Александрии. Современник этих событий Александр Ликопольский, сочинивший небольшой трактат против манихеев, не упоминает имени Адды в связи с рассказом об общине манихеев в расположенном с среднем течении Нила Ликополисе. Возможно, упомянутые им Пап и Фома были учениками Адды. Следующим этапом стала проповедь манихейства среди коптского населения. Судя по количеству дошедших до нашего времени манихейских текстов на коптском языке, количество обращённых было достаточно велико.
Анализируя миссионерскую деятельность Мани, исследователи делают вывод, что пророк не рассматривал её в контексте политических целей государства Сасанидов. Ни Пальмира, ни Армения, о манихейской проповеди в которой в первой половине III века также есть свидетельства, не были дружественными Персии государствами. Шапур I был убеждённым зороастрийцем и никогда не выказывал открытой поддержки Мани. Более вероятно, что распространение манихейства из Персии в Рим осуществлялось через посредство торговых контактов между двумя империями. Распространение шло по нескольким путям: из Египта в Северную Африку и Испанию, из Сирии через Малую Азию в Грецию, Иллирию, Италию и Галлию.
Распространение манихейства в Римской империи привело к беспорядкам, особенно в Северной Африке, что на фоне войны с Персией было недопустимым. По приказу Диоклетиана (284—305) манихеев преследовали, отражением чего является принятый в последние годы его царствования эдикт:
… Старая религия не может быть осуждена новой … Величайшее преступление — отречься от того, что было определено и утверждено древними… Поэтому мы решили наказать зловредное упрямство дурных людей, которые противопоставляют древним богослужениям богопротивные секты, чтобы по своему скверному произволу уничтожить то, что нам было завещано богами… Следует опасаться, что они (манихеи) с течением времени отравят своими мерзкими ядовитыми напитками невинных людей, скромный и спокойный римский народ и весь наш земной шар… Поэтому мы повелеваем, чтобы основатели и главари вместе с их мерзкими писаниями были подвержены суровому наказанию — сожжению в огне; их приверженцы, прежде всего фанатики, должны быть наказаны смертью, их собственность конфискована в пользу казны.
Этот эдикт, являющийся первым известным документом, касающимся манихейства, ознаменовал конец периода веротерпимости, длившийся в первые 18 лет правления Диоклетиана, по отношению к неримским конфессиям. Этот эдикт не содержит указания о годе, когда он был принят, но только день, 21 марта. Считается, что его издание было вызвано восстанием Ахиллея в Египте, вдохновителем которого Диоклетиан считал Персию. Ранее из этой гипотезы приходили к датировке эдикта 297 годом, в настоящее время научный консенсус датирует этот документ 302 годом. С этого времени персидский характер манихейства с стал общим местом в антиманихейской полемике. Утверждение о том, что учение Мани происходит из Персии, примерно тогда же было высказано в трактате христианского писателя Александра Ликопольского и с тех пор вошло полемический арсенал христианства.

### В IV—VI веках
Христианские императоры Римской империи сохранили интерес к манихейству. Аммиан Марцеллин сообщает о том, что «когда Константин хотел точнее ознакомиться с сектами манихеев и тому подобными, и не удавалось найти подходящего переводчика, он остановился на Стратегии Музониане, которого ему рекомендовали как подходящего человека». Аммиан не сообщает ни времени, когда это расследование имело место, ни о предшествующей карьере упомянутого Музониана. Возможно, это был тот же человек, о присутствии которого на Антиохийском соборе в 327 году сообщал Евсевий Кесарийский. К концу IV века стала распространённой практика в христианской полемике обвинять своих оппонентов в «манихействе», однако не известно, имело ли это место на данном соборе и в какой степени обо всех этих нюансах мог быть осведомлён язычник Аммиан Марцеллин. В 372 году императоры Валентиниан I и Валент впервые со времён Диоклетиана приняли антиманихейское законодательство: «Всякий раз, когда обнаружено сборище манихеев, пусть их предводители будут наказаны большим штрафом, и пусть те, кто там присутствовал, станут известны как лица опозоренные и бесчестные, и будут изолированы от общения с людьми, и пусть дома и жилища, в которых проповедовалось это богохульное учение, будут конфискованы гражданскими властями». Впоследствии этот закон вошёл в Кодекс Феодосия (XVI.5.3). Тогда же поддержку ортодоксальным христианам против манихеев оказал император-узурпатор Запада Магн Максим (383—388), чьи послания по этому вопросу к императору Валентиниану II (375—392) и папе Сирицию (384—399) сохранились в сборнике Collectio Avellana. Против манихеев принимали законы императоры Грациан (375—383), Валентиниан II и Феодосий I (379—395). Им было запрещено скрывать свою веру и устраивать тайные собрания. Законом 381 года гражданам римской империи было запрещено быть манихеями, которым была объявлена инфамия. В результате манихеи утратили право свидетельствовать в суде, составлять завещания и передавать имущество. Эдикт 382 года (C.Th. XVI.5.9) создал трибунал по выявлению манихеев в Риме, а эдикт 383 года (C.Th. XVI.5.11) узаконил доносы на них. Законом 407 года завещания манихеев были объявлены недействительными. В 445 году Валентиниан III своим законом подтвердил, что манихейство является противным христианству суеверием, осуждённым ещё «при язычниках», следование которому преступно. Этим же законом манихеям была запрещена государственная служба и они изгонялись из всех городов империи. Вероятно, данный закон был вдохновлён имевшими место незадолго до этого антиманихейскими мерами папы Льва I (см. ниже). После этого времени законов на данную тему в Римской империи более не принималось. Вопрос о том, были ли эффективны эти многочисленные законы и по какой причине их требовалось так много, является предметом изучения. Тот факт, что когда в 391 году — то есть шесть лет спустя после суровых законов Феодосия — Августин стал епископом в Гиппоне, манихейский пресвитер Фортунат вёл там «приятное существование» (лат. delectaret habitare), говорит о том, что как минимум в этой части империи они не приводились в исполнение очень строго.
Мнение о том, что манихеи скрывают свою веру под разными именами, было широко распространено. В законе 385 года Феодосия I (C.Th. XVI.5.7) указывается, что они могут именовать себя «энкраитами, апоктактитами, гидропарастатами и саккофорами и многими другими именами» (лат. cum praesertim nonnulli ex his Encratitas, Apotactitas, Hydroparastatas, vel Saccoforos nominari se velint et varietate nominum diversorum velut religiosae professionis officia mentiantur). Осуждённый на смерть в том же году в Испании ересиарх Присциллиан был обвинён в «манихействе». Его учение, детали которого не известны, носило, вероятно, гностическо-манихейский характер.
Восшествие на престол в Византии императора Юстиниана I (527—565) положило начало кампании по борьбе со всеми религиями и сектами, отличными от ортодоксального христианства. Принятый им в начале царствования закон (Cod. I.5.11) запрещал манихеям жить на территории империи, а если они обнаруживались, то должны были быть казнены. Причина этой суровости указана в самом законе — манихеи «пытаются посеять многобожие среди греков, иудеев и самаритян». В Кодекс Юстиниана были включены и другие законы, предписывающие сожжение манихейских книг, запрещающие им делать завещания и скрывать свою веру. В течение нескольких последующих лет были приняты законы, подтверждающие ранее установленные запреты. По поручению Юстиниана и при участии его чиновников в Константинополе состоялся диспут между Фотином Манихеем и Павлом Персом. О распространённости манихейства в VI веке и принимаемых против него мерах сообщает современник императора, церковный историк Иоанн Эфесский в своей «Церковной истории»:
Многие были привержены смертным ошибкам манихеев. они собирались и слушали тайны этого нечистого учения. Арестованных приводили к императору, который надеялся обратить их. С Сатанинским упорством они бесстрашно кричали, что готовы быть посаженными на кол и претерпеть любые мучения за религию Мани. Император приказывал, чтобы с ними поступили, как они хотели. Их сжигали на море, чтобы они могли быть погребены в волнах, а имущество их конфисковывалось. Среди них были знатные женщины, вельможи, сенаторы.
В результате принятых Юстинианом мер к концу VI века манихейство полностью исчезло из Византии, оставшись в стандартных риторических формулах перечисления ересей.

## Региональные особенности
Преобладающей точкой зрения относительно региональных особенностей манихейства является признание этой религии весьма однородной по выражаемым её последователями взглядов вне зависимости от их географической локализации. Соответственно, догматические вариации в различных регионах признаются тривиальными. Специальное исследование о манихействе в Северной Африке, предпринятое французским историком Франсуа Декре («L’Afrique manichéenne (IVème-Vème siècles). Etude historique et doctrinale», 2 vols, 1979) критиковалось за искусственное выделение местной специфики.

### На востоке

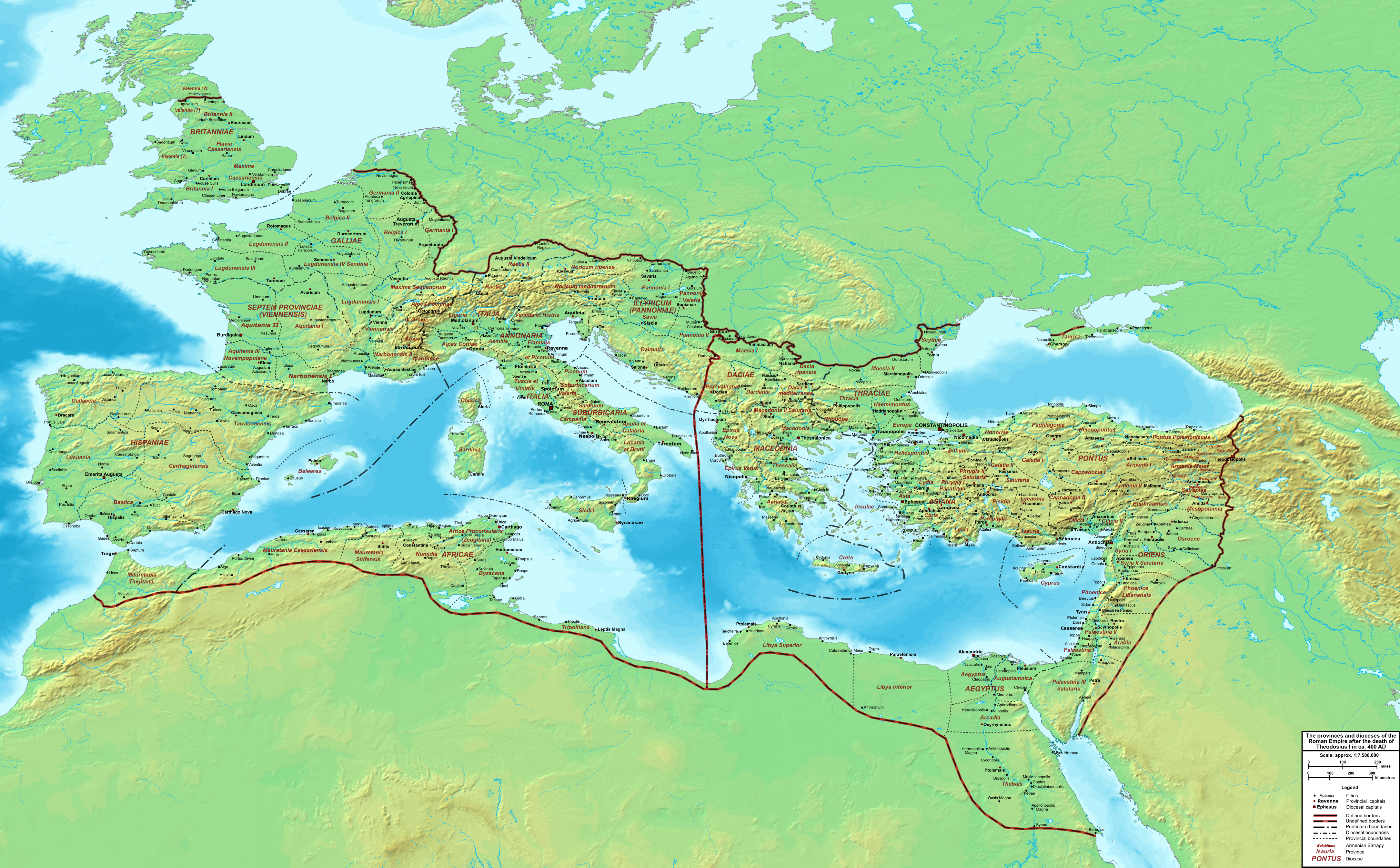
Территория Римской империи около 400 года.

Присутствие христианства в Эдессе известно со времён императора Септимия Севера (193—211), что делает этот город одним из древнейших центров христианства. В IV веке сложилась легенда о ещё более древнем происхождении здесь христианства в связи с якобы имевшей место переписке Иисуса Христа с царём Осроены Абгарем V. По версии, изложенной Евсевием Кесарийским в его Церковной истории, Абгар, поражённый тяжкой болезнью, просит о помощи Христа, признавая его Богом или Сыном Божиим, предлагая ему свою резиденцию для Слова Божия, и что Иисус Христос, объясняя свой отказ тем, что его миссия связывает его с Иерусалимом, обещает по воскресении своём послать к нему одного из учеников, который его и исцелит. По воскресении Христовом, продолжает Евсевий, апостол Фома послал в Эдессу Фаддея, одного из 70 апостолов, который доставил царю исцеление и распространил там христианство. По предположению французского историка П. Альфарика, сходство в имени христианского миссионера и одного из главных апостолов манихейства не было случайным, и манихейский проповедник мог принять его как псевдоним, облегчающий проникновение в среду христиан. Дальнейшее развитие эта легенда получила у Ефрема Сирина, обнаружившего около 363 года в Эдессе процветающие общины маркионитов, манихеев и последователей местного эклектического христианского мыслителя Бардесана. В конце IV — начале V века легенда об Абгаре была изложена в «Учении Аддая». Несколько отличную теорию выдвинул в своих работах голландский религиовед Я. Дрийверс (Jan Drijvers), увидевший в «Учении Аддая» анти-манихейский текст, в котором манихей Адда был переделан в провозвестника христианства, а отношение между ним и Абгарем является отражением между теми, которые были между Мани и Шапуром I. Ставший в 412 году епископом Эдессы Раббула применял против манихеев административные меры.
Согласно Епифанию Кипрскому, первый манихей появился в Палестине при императоре Аврелиане (270—275). Это был некий ветеран Акуай, по имени которого секта получила название «акуаниты». Указание на принадлежность Акуая к римской армии позволяет сделать вывод о распространённости манихейства в восточных гарнизонах империи, а также отождествить его с одним из учеников Мани по имени Мар Заку. О том, что позиции манихейства в Палестине в середине IV века были достаточно сильны свидетельствует особое осуждение его в проповеди епископа Кирилла Иерусалимского (350—386). Для иллюстрации положения дел с манихейством в последние годы IV века часто цитируется рассказ Марка Диакона, автора жизнеописания святого Порфирия Газского. По его словам (§§ 85—91), в Газу прибыла некая женщина из Антиохии (возможно, она была оттуда изгнана) по имени Юлия и начала скрытно распространять запрещённое учение под видом христианства. Узнавший об этом Прокопий провёл с ней беседу, после чего состоялся более масштабный диспут с группой манихеев. Содержание их учения Марк не приводит. Свой рассказ он завершает эпизодом изгнания из Юлии демона, после чего она и её спутники вернулись в лоно церкви. По мнению подготовивших издание этого текста Анри Грегуара и М. А. Кугенера (1930), знания Марка Диакона о манихействе были ничтожны, и потому его сообщение не заслуживает доверия. С другой стороны, по мнению современного французского историка Мадлен Скопелло, этот рассказ заслуживает внимания и свидетельствует о довольно значительной распространённости манихейства в Палестине в начале V века. О манихеях в Палестине сообщает также оратор Либаний, согласно которому манихеи присутствовали во многих местах, но в незначительном числе. Рассказы о встречах с ними христианских аскетов содержатся в житийной литературе.
В Египет манихейство попало из Палестины, через Газу или Эйлат. Источники информации о распространении манихейства здесь многообразны, однако их анализ достаточно затруднён. В Египте обнаружены многочисленные тексты представителей этой религии, однако зачастую они являются переводами с арамейского, и об египетских реалиях свидетельствуют лишь косвенно. Этого недостатка лишены полемические анти-манихейские тексты. Одним из первых против манихеев писал около 300 года Александр Ликопольский, рассматривавший своих противников как еретическое течение в христианстве. Согласно ему, первым манихеем, пришедшим «к нам», был некий Пап (которого не следует отождествлять с Аддой), после которого пришли Фома и другие. Трактат «Против манихеев» написал и друг Антония Великого, епископ нижнеегипетского Тмуита Серапион. Источники позволяют предположить, что первоначальным проводником распространения манихейства была сирийская община Александрии. Деяния Архелая, чьи сведения скорее легендарные, связывает появление манихейства с именем выходца из Фиваиды Скифиана, посетившего в I веке Индию. Даже если Фиваида и не была местом первоначального распространения манихейства в Египте, там новая религия быстро получила широкое распространение, скорее среди коптов, чем среди греков, самое позднее в начале IV века. Это подтверждают также лингвистические данные — на распространённом в Асьюте (древнем Ликополе) диалекте коптского языка написаны обнаруженные в 1929 году манихейские тексты из Мединет Мади. C 1980-х годов ведётся изучение манихейского архива, обнаруженного при раскопках в деревне Келлис в Верхнем Египте. Известны документы, упоминающие манихейство в Египте в VI—VII веках, однако они не позволяют составить целостную картину. Вероятно, после гонений Юстиниана манихеев в Египте осталось очень немного. Однако в ранний исламский период манихейство пережило там свой последний расцвет, и выходец из Египта в правление халифа аль Мансура (754—775) возглавил манихейскую общину в Месопотамии.

### На западе
Несмотря на доминирующий тезис об однородности манихейского движения, рядом исследователей предпринимаются попытки выявить его отличия в латинской части римской Африки. В Северную Африку манихейство пришло из Египта. Согласно мнению известного исследователя раннего христианства Уильяма Френда, манихейство наряду с донатизмом и кафолической ортодоксией было одним из основных религиозных учений в римской Северной Африке. Острая борьба между ними продолжалась до 411 года, когда Карфагенский собор, созванный по инициативе императора Гонория и прошедший под председательством трибуна Маркеллина окончательно осудил донатизм. Победа ортодоксии над манихейством произошла благодаря усилиям друга Маркеллина, епископа Гиппонского Аврелия Августина. По мнению Френда, манихейство заняло место гностицизма, чей расцвет в Африке пришёлся на 190—220 годы, став религией романизированного образованного городского меньшинства. Манихейство, видимо, появилось в столице Африки Карфагене не позднее, чем через 20 лет после смерти Мани. Основным источником сведений о манихействе в этом регионе являются произведения выдающегося христианского богослова Аврелия Августина (354—430), в юности несколько лет являвшегося приверженцем этой религии. Помимо этого сохранилось произведение «Capitula de christiana fide et ueritate» епископа манихеев Фавста Милевийского, с которым Августин вёл полемику, а также ученика Августина Эводия Узальского. В целом они дают картину Северной Африки как части Римской империи, в которой учение Мани нашло наиболее живой отклик. Известно о существовании там манихейских общин в Нумидии (в Тагасте, Милевисе и Гиппоне), столице провинция Африка Карфагене и двух городах Мавритании Цезарейской Типазе и Маллиане.
Весьма правдоподобным является утверждение хрониста VI века Иоанна Малалы, что манихеи появились в Риме ещё при Диоклетиане. Сборник папских биографий Liber Pontificalis даёт свою версию распространения этого учения в Риме. После первоначального появления в IV веке в правление пап Мильтиада (ум. 314), Сириция (384—399) (постановившего, что вернувшиеся в лоно церкви манихеи должны быть заключены в монастырь), Анастасия I (399—401) (постановившего, что заморские христиане должны иметь подтверждение от своего епископа, что они не манихеи) манихейство надолго исчезает со страниц этого источника. Благодаря Августину о манихеях в Италии известно, что они были достаточно влиятельными, чтобы составить ему протекцию при дворе. Однако начиная с конца IV века против них был принят ряд законов, манихейство было объявлено незаконным, а в 425 году его приверженцы были изгнаны из Рима. Хорошо известно о гонении на римских манихеев, предпринятом папой Львом I (440—461) в 443 году. Его усилиями манихеев преследовали как церковные, так и светские власти. Раскаявшиеся еретики должны были осудить учение Мани устно и письменно, а отказавшихся это сделать изгоняли навеки, в результате чего, по собственным словам Льва, город был полностью очищен от манихейства. Тем не менее, папы Геласий I (492—496), Симмах (498—514) и Гормизд (514—523) также вели активную борьбу с манихеями, сжигали их книги их отправляли их самих в изгнание. Часть из них оказались в Испании, где также, вместе с присциллианами, подвергались гонениям. С началом вторжения готов в Римскую империю в середине V века напряжение борьбы с манихейской ересью ослабло.

## Отношения с христианством
Раннехристианские церковные писатели относились к манихейству достаточно пренебрежительно. Для Александра Ликопольского эта религия была лишена философского основания, Евсевий Кесарийский во второй половине 320-х годов удостоил Мани только названием «безумец» (др.-греч. μανείς). В этот же период в безумии обвиняли манихеев Феона Александрийский и Тит Бострийский. Позднее Аврелий Августин напрямую выводил название манихейского учения от этого слова. В «Церковной истории» Евсевия Кесарийского впервые прозвучало обвинение манихейства как еретического учения. Однако применение этого понятия к манихейству предполагало признание его извращением христианства, что христианскими апологетами отрицалось. Поэтому, например, в начале V века Иоанн Златоуст называл манихеев еретиками и псевдо-христианами. Со своей стороны, манихеи считали себя христианами, а своих преследователей еретиками. Постепенно манихейство стало рассматриваться как опасная ересь, но к началу VI века обвинение в «манихействе» применялось и к религиозным оппонентам, чьи реальные взгляды имели мало общего с религией Мани. В конце концов «манихейство», наряду с побеждённым в конце IV века арианством, заняло место в ряду синонимов слова «ересь».
В 1935 году в своей статье о манихействе в энциклопедии Паули-Виссова востоковед Ханс Полоцкий отнёс труды блаженного Августина к числу важнейших источников для изучения данной религии. Начиная с этого времени появилось очень большое число работ, касающихся взаимоотношений этого отца Церкви, в молодости на несколько лет отвергнувшего христианство, и манихейства. Сообщаемая им информация, основанная на уникальном личном опыте, считается весьма достоверной. Помимо данных о манихейском вероучении, труды Августина содержат отчёты о двух публичных диспутах, которые он провёл в 392 и 404 годах.
Многочисленными исследователями манихейство в Египте рассматривалось в связи с проблемой источников возникновения там монашества. Высказывались предположения, что манихейский термин mānistān, означавший место собраний манихейских жрецов, «избранных», мог стать моделью для появившихся в середине IV века киновитных монастырей Пахомия Великого. Однако, поскольку точных сведений об организации mānistān’ов не сохранилось, подтвердить эту теорию сложно. Одной из первых значимых работ в этом направлении стал доклад Людвига Кёнена «Manichäische Mission und Klöster in Ägypten» (1978), в котором он обозначил проникновение манихейства в Египет в III веке как предпосылку появления христианского монашества. Кёнен указал на близость воззрений манихеев с теми, которые представлены в текстах Наг-Хаммади, а mānistān, по его предположению, был близок по своей организации комплексу зданий, обнаруженных в Кумране. Он также сделал вывод об общности терминологии обеих групп, имеющей арамейское и сирийское происхождение, в частности манихейскими «домами» и киновитной системой. Однако эти предположения не получили всеобщего признания. В конце концов Кёнен не объясняет, почему христианские аскеты подчёркивали отличие своих взглядов и монастырей от манихейских. Современная точка зрения на религиозную ситуацию в Египте IV века состоит в констатации наличия широкого разнообразия форм аскетизма, включающего, помимо перечисленного, женский и городской (см. remnuoth) аскетизм и мелитианские общины, с которыми сосуществовали манихейские аскеты. Обзор относящихся к этому вопросу теорий приводится в статьях Дж. Гёринга (J. E. Goehring), например «Monastic Diversity and Ideological Boundaries in Fourth-Century Christian Egypt» (1997). О том, что манихейский аскетизм вводил в заблуждение христиан, писали Ефрем Сирин, Афанасий Великий и другие основоположники египетского монашества. Для того, чтобы выявлять проникших в монашескую среду манихеев, патриарх Тимофей I (380—385) предложил «проверку едой»: манихеи отказывались употреблять в пищу мясо, которое считали жертвенным.

## Комментарии
1. ↑  Это же имя носил один из учеников Мани[17].
2. ↑  Произведение датируется второй четвертью IV века[24].

### Первичные источники
- Епифаний Кипрский. Творения. — М., 1880. — Т. 48. — 361 с. — (Творения святых отцов в русском переводе).
- Manichaean Texts from the Roman Empire / Ed. by I. Gardner, S. Lieu. — Cambridge University Press, 2004. — 312 p. — ISBN 978-0-511-21588-9.

### Исследования
на английском языке
- Brown P. The Diffusion of Manichaeism in the Roman Empire // The Journal of Roman Studies. — 1969. — Т. 59, № 1/2. — С. 92—103. — JSTOR 299850.
- Cohen S. Schism and the Polemic of Heresy: Manichaeism and the Representation of Papal Authority in the Liber Pontificalis // Journal of Late Antiquity. — 2015. — Vol. 8, № 1. — P. 195—230. — doi:10.1353/jla.2015.0000.
- Coyle J. K. Manichaeism and its legacy. — BRILL, 2009a. — 346 p. — (Nag Hammadi and Manichaean studies). — ISBN 978-90-04-17574-7.
- Coyle J. K. Characteristics of Manichaeism in Roman Africa // New Light on Manichaeism. — 2009b. — Vol. 64. — P. 101—114. — ISSN 0929-2470.
- Coyle J. K. Manichaeism and Its Legacy. — BRILL, 2009. — 346 p. — ISBN 978-90-04-17574-7.
- Frend W. H. C. The Gnostic-Manichaean Tradition in Roman North Africa // The Journal of Ecclesiastical History. — 1953. — Vol. 4, no. 1. — P. 13—26. — doi:10.1017/S002204690002562.
- Humfress C. Orthodoxy and the Courts in Late Antiquity. — Oxford University Press, 2007. — 344 p. — ISBN 978–0–19–820841–9.
- Lieu S. N. C. Manichaeism in the Later Roman Empire and Medieval China. — Tübingen: J. C. B. Mohr, 1992. — 329 p. — ISBN 3-16-145820-6.
- Lieu S. N. C. Manichaeism in Mesopotamia & the Roman East. — Leiden Boston: BRILL, 1999. — 325 p. — ISBN 90 04 09742 2.
- Lim R. Unity and Diversity Among Western Manichaeans : A Reconsideration of Mani's sancta ecclesia // Revue d'Etudes Augustiniennes et Patristiques. — 1989. — Vol. 35, no. 2. — P. 231—250. — doi:10.1484/J.REA.5.104599.
- Stroumsa G. Манихейский вызов египетскому христианству = The Manichaean Challenge to Egyptian Christianity // Birger A. Pearson, James E. Goehring (eds.) The Roots of Egyptian Christianity. — Philadelphia: Fortress Press, 1986. — С. 307—319. — ISBN 0-8006-3100-5.

на немецком языке
- Drecoll V. H., Kudella M. Augustin und der Manichäismus. — Mohr Siebeck, 2011. — 292 p. — ISBN 978-3-16-15841-7.
- Sundermann W. Zur frühen missionarischen Wirksamkeit Manis // Acta Orientalia Academiae Scientiarum Hungaricae. — 1971. — Т. 24, № 1. — С. 79—125. — JSTOR 23657366.

на русском языке
- Виденгрен Г. Мани и манихейство / Научная редактура: Светлов Р. В.. — СПб.: Евразия, 2001. — 256 с. — ISBN 5-8071-0094-8.
- Геростергиос А. Юстиниан Великий — император и святой. — Москва: Изд-во Сретенского монастыря, 2010. — 448 с.
- Князький И. О. Император Диоклетиан и закат античного мира. — СПб.: Алетейя, 2010. — 144 с. — (Античная библиотека. Исследования). — ISBN 978-5-91419-310-9.
- Крист К. История времён римских императоров от Августа до Константина. — Ростов-на-Дону, 1997. — Т. 2. — 512 с. — ISBN 5-222-00039-7.
- Хосроев А. Л. История манихейства. — СПб.: Филологический  факультет Санкт-Петербургского  государственного  университета, 2007. — 480 с. — ISBN 5-8465-0484-1.

на французском языке
- Stoop É. Essai sur la diffusion du manichéisme dans l'Empire romain. — 1909. — 151 p.
- Stroumsa G. Monachisme et Marranisme chez les Manichéens d'Egypte // Numen. — 1982. — Т. 29, № 2. — С. 184—201. — JSTOR 3270109.